# Servicio (iglesia)
Un servicio es una ceremonia cristiana que se lleva a cabo en una  iglesia.

## Orígenes

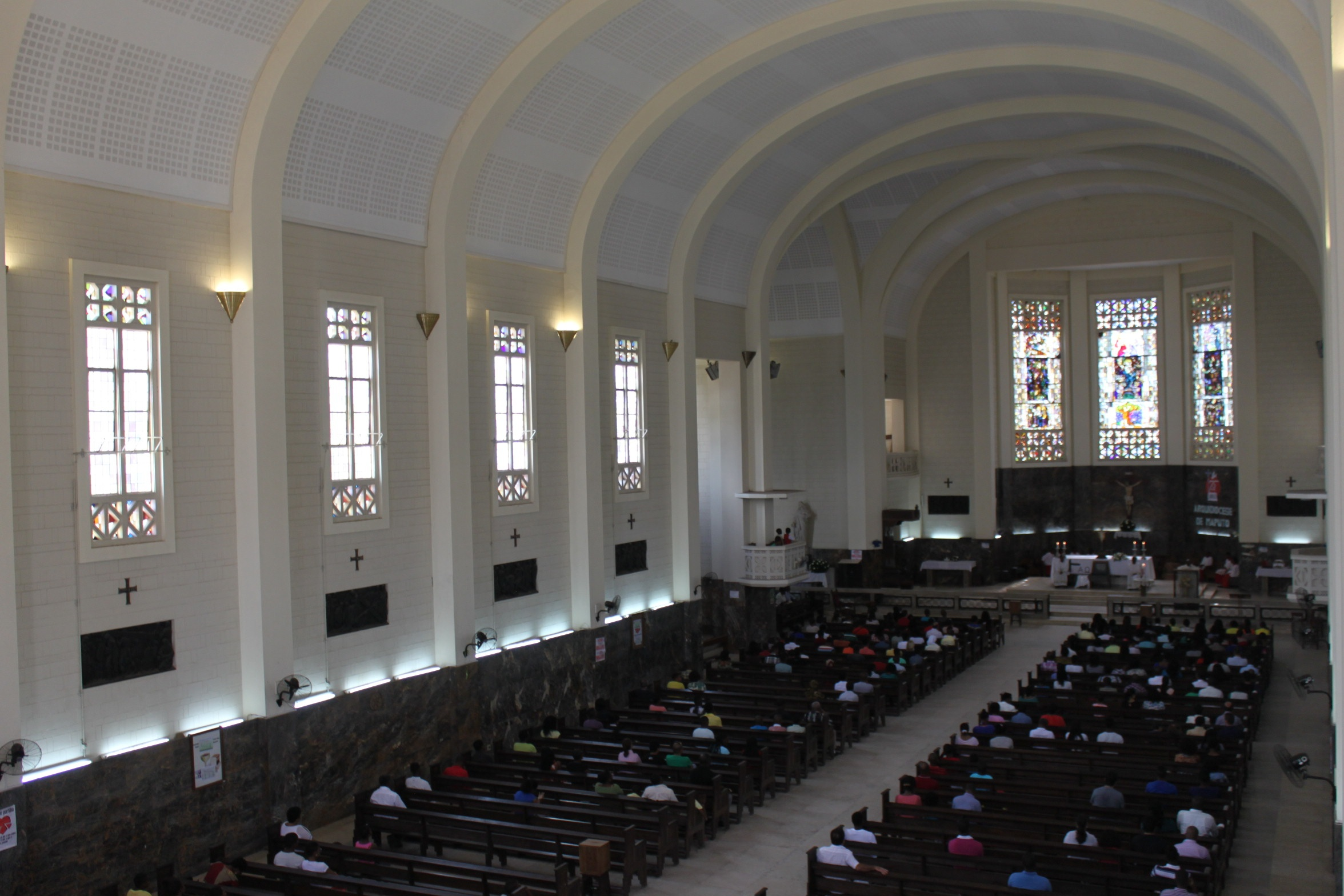
Servicio en la Catedral de Nuestra Señora de la Inmaculada Concepción de Maputo, Iglesia católica en Mozambique

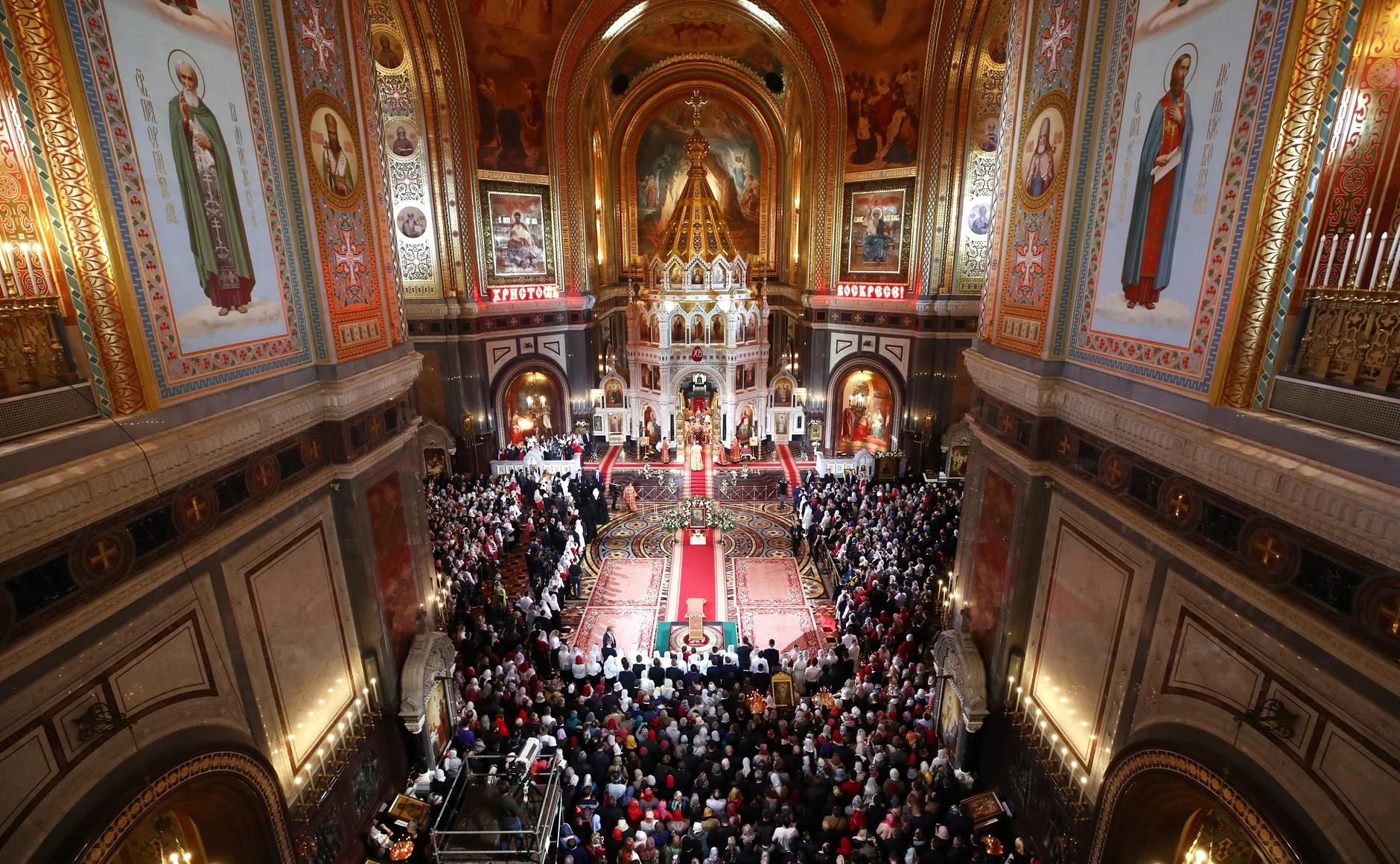
Servicio de Pascua en la Catedral de Cristo Salvador, Moscú, Iglesia ortodoxa de Rusia

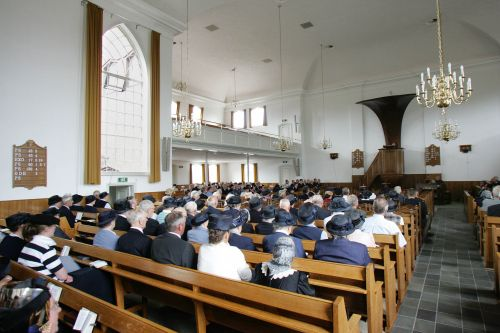
Servicio a la Iglesia reformada neerlandesa de Doornspijk

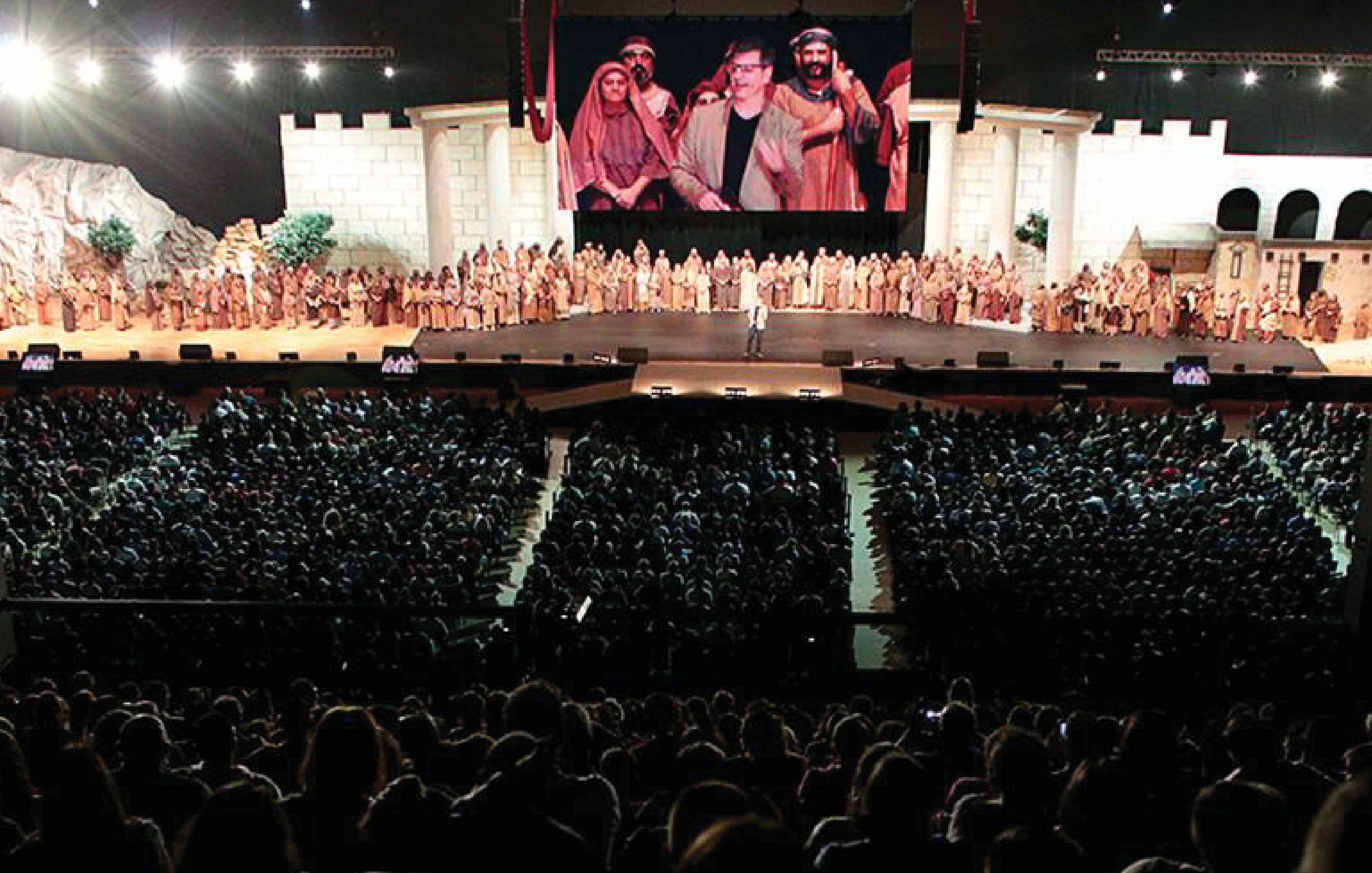
Espectáculo sobre la vida de Jesús durante un servicio en la Iglesia de la ciudad, afiliada a la Convención Batista Brasileña, en São José dos Campos

Un servicio es una ceremonia  cristiana que tiene sus orígenes en el culto judío. En la Biblia, Jesús se reunió con sus discípulos para compartir enseñanzas en diferentes ocasiones, orar y cantar himnos. En la Primera epístola a los corintios, Pablo de Tarso mencionó que la principal reunión cristiana se llevó a cabo el domingo para el servicio, que es el día de la  resurrección de Jesucristo y que debería contener alabanza, enseñanza (sermón), oración, ofrenda y la comunión. En Hechos de los Apóstoles, se menciona que los cristianos también se reunían durante la semana para otras ocasiones, como la enseñanza de la Biblia y  oraciones.

## Servicios especiales
Hay servicios de  iglesia en eventos especiales como presentación de niño, bautismo, matrimonio, ordenación o consagración pastoral, durante funeral y en las fiestas cristianas como Navidad.

## Diferentes formas

### Catolicismo
En catolicismo, el servicio regular se llama misa y está enmarcada por la liturgia católica. Tiene lugar en una  Iglesia. Está encabezado por un sacerdote.

### Cristianismo ortodoxo
En cristianismo ortodoxo, el servicio regular se llama divina liturgia y está enmarcado por liturgia. Tiene lugar en una Iglesia. Está dirigido por un sacerdote ortodoxo.

### Protestantismo
En protestantismo, el servicio regular se llama culto y está enmarcado por la liturgia (liturgia anglicana, liturgia luterana, liturgia presbiteriana). Tiene lugar en un templo y está dirigido por un pastor.

### Cristianismo evangélico
En el cristianismo evangélico, la reunión regular se llama servicio, celebración o culto y se ve como un acto de adoración a Dios en la vida de la  Iglesia. No hay liturgia, el concepto de culto es más informal. Por lo general, consta de dos partes principales, la alabanza y el sermón o predicación. Algunas iglesias tienen servicios con música cristiana tradicional, otras con música cristiana contemporánea y algunas ofrecen ambos en servicios separados. 